# Pâine Mel-cum-sale
Pâinea Mel-cum-sale (miere cu sare) este un tip de pâine, care se prepară fără adaos de drojdie, plămădeală de dospit sau alți agenți de creștere. Afânarea aluatului depinde de procesul 'miere-sare', care folosește fermentația spontană cu ajutorul drojdiei sălbatice prezentă în miere. Originea acestui tip de pâine este necunoscută, astăzi fiind popularizată în legătură cu antroposofia lui Rudolf Steiner.
Producerea este provocatoare, căci la fermentația spontană nu poate fi stabilită proporția între aluat și cantitatea de drojdie ce ia naștere. Atunci când se introduce miere în aluat și i se acordă suficient timp pentru a se dezvolta, se poate obține afânarea și acidifierea corespunzătoare. Sarea este adăugată, pentru a direcționa procesul.
Chiar și la frământarea îndelungată, afânarea este mai slabă decât în cazul procesului convențional, iar pâinea rămâne mai compactă. Prepararea are loc în trei pași până la frământarea de bază. La fiecare pas, se daugă 2 procente de sare și 3 de miere la făina de secară. La 1 kg făină de secară se adaugă 1,33 l de apă, de fiecare dată. Apoi are loc frământarea de bază, folosindu-se întreaga făină de secară din pașii premergători. De exemplu, la 3 kg în acești pași rezultă 3 kg aluat de bază. La aceasta se adaugă 1,5 procente sare și 0,5 l de apă. Pâinea rezultată are nevoie de mai multă vreme decât cea convențională până la coacere, iar timpul de coacere ajunge cam la dublu datorită afânării mai reduse. Pâinea Mel-cum-sale se remarcă prin durabilitate: 7-14 zile (după unele afirmații chiar până la 9 luni, fără mucegai).

## Rețeta
- Pâinea “Mel cum sale” - o altă variantă